# Fémfényű galamb
A fémfényű galamb (Columba vitiensis) a madarak osztályának galambalakúak (Columbiformes) rendjéhez és a galambfélék (Columbidae) családjához tartozó faj.

## Előfordulása
A Fidzsi-szigetek, Indonézia, Malajzia, Új-Kaledónia, Pápua Új-Guinea, a Fülöp-szigetek, Szamoa, a Salamon-szigetek, Kelet-Timor és Vanuatu trópusi esőerdeiben honos faj.

## Alfajai
- Columba vitiensis griseogularis
- Columba vitiensis anthracina
- Columba vitiensis metallica
- Columba vitiensis halmaheira
- Columba vitiensis leopoldi
- Columba vitiensis hypoenochroa
- Columba vitiensis vitiensis
- Columba vitiensis castaneiceps

## Megjelenése
Testhossza akár elérheti a 37 centiméter is. A nemek hasonlóak. A fiatalok tollazata unalmasabb, mint a felnőtteké.

## Életmódja
Tápláléka különböző gyümölcsökből, magvakból és bogyókból áll.

## Szaporodása
Fészekalja 1–2 tojásból áll.